# Куртомер (Сена и Лоара)
Куртомер (фр. Courtomer) је насељено место у Француској у региону Париски регион, у департману Сена и Марна.
По подацима из 2011. године у општини је живело 535 становника, а густина насељености је износила 115,8 становника/km².

## Демографија
| 1962. | 1968. | 1975. | 1982. | 1990. | 2011. |
| ----- | ----- | ----- | ----- | ----- | ----- |
| 171   | 200   | 203   | 377   | 491   | 535   |